# Jahja Rahim Safawi
Jahja Rahim Safawi (pers. ‏یحیى رحیم صفوی‎; ur. 1952) – irański wojskowy, głównodowodzący Korpusu Strażników Rewolucji Islamskiej w latach 1997–2007.

## Życiorys
Pochodzi z okolic Isfahanu. Przed rewolucją islamską działał w tajnej organizacji wymierzonej w rządy szacha Mohammada Rezy Pahlawiego. Zagrożony aresztowaniem, zbiegł do Damaszku, a stamtąd udał się do jednego z obozów treningowych Al-Fatahu w południowym Libanie. Tam szkolił się wojskowo, a następnie był zwiadowcą. W pełni podzielał poglądy przywódców Al-Fatahu, jednak członkowie palestyńskiej organizacji rozczarowali go, gdyż byli mało religijni. Po powrocie Ruhollaha Chomejniego do Iranu został przez nowy rząd skierowany do Turcji, gdzie nabywał broń dla tworzonego właśnie Korpusu Strażników Rewolucji Islamskiej. Następnie dowodził oddziałami tej formacji w Isfahanie. Po wybuchu wojny iracko-irańskiej został skierowany najpierw do Pawe, a następnie do Chuzestanu i był jednym z głównodowodzących operacjami KSRI i basidżów w tym regionie. W 1988, w momencie zakończenia wojny, został włączony do sztabu generalnego KSRI. 
W 1993 został zastępcą głównodowodzącego Korpusu Strażników Rewolucji Islamskiej, zaś w 1997  - jego głównodowodzącym. Na stanowisku tym pozostał przez dziesięć lat, do 2007, gdy na jego miejsce powołany został Mohammad Ali Dżafari. Według niektórych źródeł Jahja Rahim Safawi odszedł ze stanowiska, gdyż udzielał jednoznacznego poparcia prezydentowi Mahmudowi Ahmadineżadowi, wywołując niesnaski i konflikty w Korpusie. Inni autorzy wskazywali, że w Iranie osoby pełniące kluczowe stanowiska państwowe są cyklicznie wymieniane, by nikt nie zdobył zbyt poważnych wpływów w kraju. Generał został doradcą Najwyższego Przywódcy Alego Chameneiego ds. wojskowych.
Znajduje się na liście osób objętych sankcjami Unii Europejskiej od 2007, zaś od 2008 - sankcjami amerykańskiego Departamentu Skarbu.
Odznaczony Medalem Zwycięstwa II stopnia.